# Albert Joseph von Hoditz
Albert Joseph von Hoditz est seigneur allemand, né le 16 mai 1706 en margraviat de Moravie et mort le 17 avril 1778 à Potsdam.
Issu de la famille noble von Hoditz (de), il est célèbre par son faste ainsi que par son amour éclairé pour les lettres et les arts. Il avait réuni dans sa terre de Roswalde en margraviat de Moravie tout ce que le luxe et la volupté peuvent enfanter de plus séduisant. Là, au milieu d'une petite cour d'amis, ce seigneur faisait représenter devant lui les chefs-d'œuvre des scènes française, allemande et italienne. Il fut l'ami du grand Frédéric, qui lui adressa quelques vers et qui vint souvent le visiter à Roswalde. Hodiz, sur la fin de sa vie, perdit sa fortune : il fut recueilli par le roi de Prusse à Potsdam où il mourut.